# Стипан Марушић
Стипан Марушић (1926 — 1974) био је правник и друштвено-политички радник СФР Југославије, СР Србије и САП Војводине. Од 20. априла 1967. до октобра 1971. године обављао је функцију председника Извршног већа САП Војводине.

## Биографија
Стипан Марушић рођен је 29. јуна 1926. године у Суботици. Завршио је Правни факултет у Београду.
Од 1947. године био је председник Градског комитета Народне омладине Југославије и секретар Општинског комитета Савеза комуниста Србије у Суботици, председник Покрајинске коморе и члан Покрајинског извршног већа.
Године 1965. биран је за председника Покрајинског одбора Социјалистичког савеза радног народа Србије за Војводину. Био је члан Покрајинског комитета Савеза комуниста Југославије за Војводину. Од 20. априла 1967. године до октобра 1971. године био је председник Извршног већа САП Војводине.
Умро је 1974. године.